# Batrachorhina cruciata
Batrachorhina cruciata là một loài bọ cánh cứng trong họ Cerambycidae.